# Honvéd Kossuth Lajos SE
El Honvéd Kossuth Lajos SE fue un equipo de fútbol de Hungría que alguna vez jugó en la NB1, la primera división de fútbol en el país.

## Historia
Fue fundado en el año 1948 en la ciudad de Szeged con el nombre Szegedi Honvédtiszthelyettes Altiszti Sportegyesület, y tuvo varios cambios de nombre en su historia, los cuales fueron:
- 1939–1945: Szegedi Honvédtiszthelyettes Altiszti Sportegyesület
- 1945–1946: Szegedi Toldi
- 1946: se fusiona con el Szegedi TK
- 1946–1949: Szegedi Honvéd TK
- 1949–1953: Szegedi Honvéd SE
- 1955–1959: Szegedi Honvéd SE
- 1959–1972: Honvéd Kossuth Lajos SE

El club logra jugar por primera vez en la NB1 en la temporada de 1950/51, temporada en la que termina en 10º lugar. Permanece por dos temporadas en la máxima categoría hasta que desaparece en 1953 y es reemplazado por el Szegedi EAC, aunque el club es refundado dos años después como un equipo provincial.
Luego de su refundación pasa en las divisiones regionales hasta que desaparece definitivamente en 1973 porque no obtenían buenos resultados.

## Palmarés
- NB2: 1

1949/50